# Aglaia evansensis
Aglaia evansensis là một loài thực vật]] thuộc họ Meliaceae. Đây là loài đặc hữu của Fiji.